# Cuculus optatus
El cuco de Horsfield (Cuculus optatus) es una especie de ave cuculiforme de la familia Cuculidae que vive en Eurasia. En el pasado se clasificó como subespecie del cuco oriental (C. saturatus), pero las diferencias en sus cantos indicaron que debían tratarse como especies separadas. A menudo se le designa el nombre binomial de Cuculus horsfieldi, en honor de Thomas Horsfield, pero en la actualidad mayoritariamente se considera que Cuculus optatus es el sinónimo que debe prevalecer.

## Descripción
Mide entre 30-32 centímetros de largo y tiene una envergadura alar de 51-57 centímetros, y pesa entre 73-156 gramos. Los machos tienen la cabeza, pecho y partes superiores de color gris. Su vientre es blanquecino con listas horizontales oscuras. La zona cercana a la cloaca generalmente es de color crema y con pocas marcas. Sus patas son de color amarillo anaranjado y tiene un anillo ocular amarillo. Las hembras adultas y los juveniles presentan dos fases. La fase gris tiene el plumaje similar a los machos pero con el pecho parduzco. Los de la fase rufa son de color pardo rojiza, con las partes superiores algo más claras, con un intenso franjeado oscuro por todo el cuerpo, incluido el  obispillo.

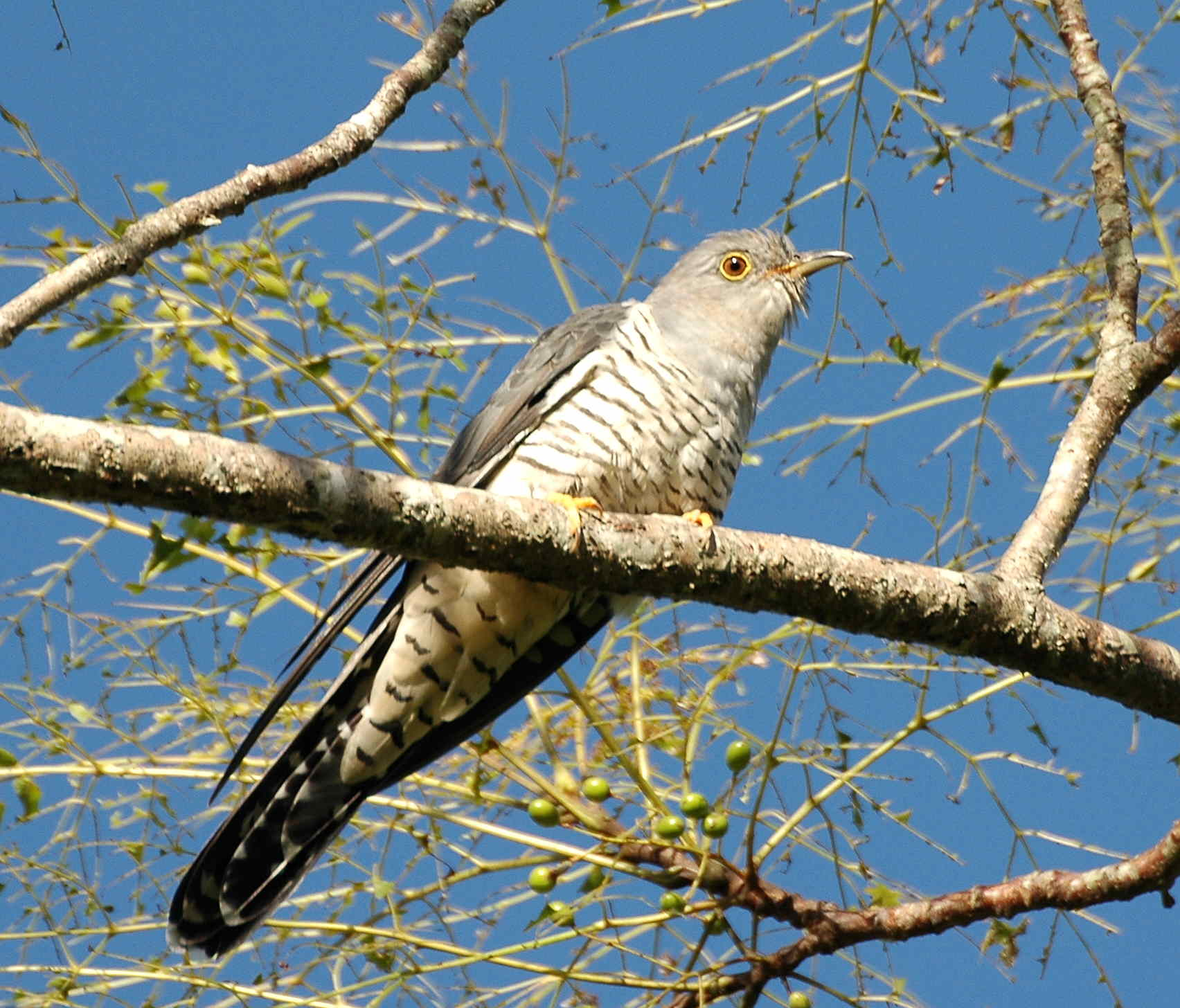
Individuo fotografiado en Australia.

Tiene un aspecto muy similar al cuco común  (C. canorus) aunque es algo mayor con las alas y la cola más largas y la cabeza y el pico proporcionalmente menores. El gris de su plumaje es ligeramente más claro y las listas oscuras de sus partes inferiores son un poco más estrechas. La zona cloacal del cuco común generalmente es de color blanco con listado oscuro. Los individuos de su fase rufa, a diferencia del cuco de Horsfield, tienen el obispillo liso, sin listas oscuras.
El aspecto del cuco oriental (C. saturatus) es muy parecido al cuco de Horsfield aunque es ligeramente más pequeño y con las alas más cortas.
La llamada del macho del cuco de Horsfield es una serie repetida de notas bajas en forma de "pu-pu", acentuando ambas igual. Es bastante parecido a la llamada de una abubilla. Puede iniciarse con frases de cuatro a ocho notas o notas estridentes. La llamada de las hembras es un trino profundo y resonante. Generalmente estas aves son silenciosas fuera de la estación de cría. En cambio la llamada del cuco oriental consiste en una serie frases de tres o cuatro notas en las cuales la primera es más alta.

## Distribución
Cría en una amplia área de Eurasia. Anida en la mayor parte de Rusia al oeste de la república de Komi con algún registro ocasional tan al oeste como San Petersburgo. También cría en el norte de Kazajistán, Mongolia, el norte de China, Corea y Japón. Se han registrado aves en parada nupcial en Finlandia en los últimos años pero debido a sus problemas de identificación no se consideran registros seguros. 
La extensión exacta de su área de invernada es incierta debido a sus hábitos discretos y a la dificultad de diferenciarlo del cuco oriental y otras especies similares. Se cree que llega hasta la península malaya, Indonesia, las Filipinas, Nueva Guinea, Micronesia occidental, las islas Salomón y el norte y este de Australia con llegadas ocasionales a Nueva Zelanda. Aparece como divagante en Ucrania, Israel y Alaska.

## Ecología
Habita principalmente en los bosques tanto en los de coníferas, caducifolios o mixtos. Se alimenta principalmente de insectos y sus orugas, que busca en los árboles, entre los arbustos y también en el suelo. Generalmente es un ave discreta y difícil de ver.
Como la mayoría de los cucos practica el parasitismo de puesta, las hembras ponen sus huevos en los nidos de otras aves. Paratita con frecuencia el nido de los mosquiteros , Phylloscopus, con el mosquitero boreal, el mosquitero de Temminck, mosquitero musical y mosquitero común. También parasita al bisbita de Hodgson y al colirobusto de cabeza escamosa. Sus huevos son de color uniforme y algo brillante y varían en color, con frecuencia mimetizándose con los de la especie huésped. Los pollos de cuco eclosionan a los 12 días de incubación. Los pollos de cuco nacen desnudos y tienen el interior de la boca de un llamativo color naranja con manchas negras. Al poco de nacer el pollo de cuco empuja fuera del nido a los demás pollos o huevos para quedarse con todos los recursos alimenticios que puedan proporcionar sus padres adoptivos. Los pollos grandes son negruzcos moteados en blanco y con el vientre pardo listado en blanco. Abandonan el nido entre los 17–19 días tras la eclosión.